# Olympische Sommerspiele 1996/Teilnehmer (Salomonen)
| Gelbes Symbol für Goldmedaillen mit stilisierten Olympischen Ringen | Graues Symbol für Silbermedaillen mit stilisierten Olympischen Ringen | Braundes Symbol für Bronzemedaillen mit stilisierten Olympischen Ringen |
| ------------------------------------------------------------------- | --------------------------------------------------------------------- | ----------------------------------------------------------------------- |
| —                                                                   | —                                                                     | —                                                                       |

Die Salomonen nahmen an den Olympischen Sommerspielen 1996 in Atlanta, USA, mit vier Athleten, drei Männern und einer Frau, teil.

## Teilnehmer nach Sportarten

### Gewichtheben
- Tony Analau
Federgewicht: Wettkampf nicht beendet

### Leichtathletik
- Selwyn Kole
1500 Meter: Vorläufe

- Primo Higa
3000 Meter Hindernis: Vorläufe

- Nester Geniwala'a
Frauen, 100 Meter: Vorläufe